# Olympe Audouard

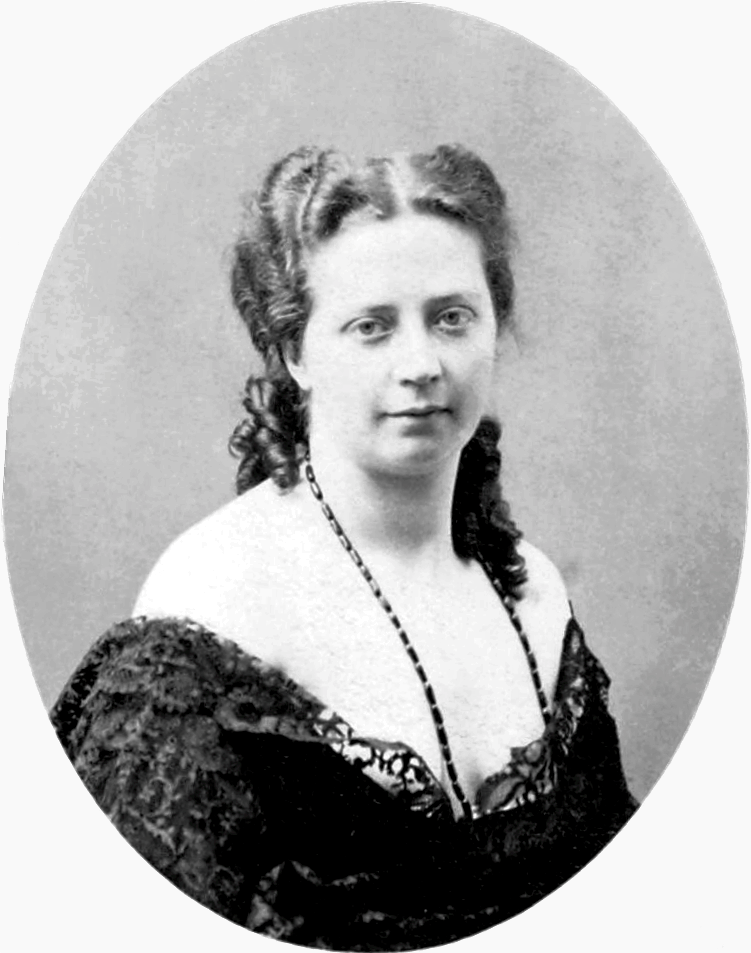
Olympe Audouard

Olympe Audouard, geborene Félicité-Olympe de Jouval (* 13. März 1832 in Marseille; † 12. Januar 1890 in Nizza), war in der zweiten Hälfte des 19. Jahrhunderts eine der wichtigsten Vertreterinnen der feministischen Bewegung in Frankreich.
Sie war die Tochter des Schlossherren von St. Julien. Ihre am 11. April 1850 in Marseille geschlossene Ehe mit dem Notar Henri-Alexis Audouard scheiterte schon nach wenigen Jahren. Die Scheidung erfolgte erst 1885.
In einer Unzahl von Vorträgen und Publikationen widmete sie sich neben allgemeinen Reformen in der bürgerlichen Gesetzgebung besonders dem Thema der Ehescheidung und der Frage der Gleichstellung der Frauen.